# Gernot Kellermayr
Gernot Kellermayr, född 5 april 1966, är en friidrottare från Österrike. Han deltog vid olympiska sommarspelen 1992.